# Artjom Sergejewitsch Tschernow
Artjom Sergejewitsch Tschernow (russisch Артём Сергеевич Чернов; * 28. April 1982 in Nowokusnezk, Russische SFSR, Sowjetunion; † 11. Dezember 2020) war ein russischer Eishockeyspieler.

## Karriere
Artjom Tschernow begann seine Karriere als Eishockeyspieler in seiner Heimatstadt in der Nachwuchsabteilung von Metallurg Nowokusnezk, für dessen Profimannschaft er von 1999 bis 2001 in der russischen Superliga aktiv war, nachdem er bereits seit 1997 für dessen zweite Mannschaft in der drittklassigen Perwaja Liga gespielt hatte. In seiner Zeit bei Metallurg wurde er zudem im NHL Entry Draft 2000 in der fünften Runde als insgesamt 162. Spieler von den Dallas Stars ausgewählt, für die er allerdings nie spielte. Von 2001 bis 2004 stand der Center für den Superliga-Teilnehmer HK Awangard Omsk auf dem Eis, wobei er in der Saison 2003/04 ausschließlich für die zweite Mannschaft des Vereins in der Perwaja Liga spielte. Die Saison 2004/05 begann er beim HK Spartak Moskau in der Superliga, verließ den Verein jedoch bereits nach nur sechs Spielen und spielte in den folgenden eineinhalb Jahren für den HK Junost Minsk in der belarussischen Extraliga. Mit diesem gewann er in den Spielzeiten 2004/05 und 2005/06 jeweils den nationalen Meistertitel. In der Saison 2004/05 absolvierte er zudem neun Partien für den HK Junior Minsk in der zweiten belarussischen Spielklasse.
Von 2006 bis 2008 spielte Tschernow für den HK MWD Balaschicha in der Superliga. Anschließend pausierte er zwei Jahre lang mit dem Eishockey, ehe er sich zur Saison 2010/11 dem OHK Dynamo aus der Kontinentalen Hockey-Liga anschloss. In seinem ersten Jahr nach seiner Rückkehr ins Profieishockey spielte er allerdings überwiegend für dessen Farmteam HK Dynamo Balaschicha in der neuen zweiten russischen Spielklasse, der Wysschaja Hockey-Liga. In der Saison 2011/12 spielte er ausschließlich für das KHL-Team des OHK Dynamo, ehe sein Vertrag im Mai 2012 auslief.
Im August 2012 wurde er von Torpedo Nischni Nowgorod verpflichtet, ein Jahr später wechselte er innerhalb der KHL zu Awtomobilist Jekaterinburg.
Ab Mai 2014 stand er bei Atlant Moskowskaja Oblast unter Vertrag, ehe er ein Jahr später einen Zweijahresvertrag bei Salawat Julajew Ufa unterschrieb.

### International
Für Russland nahm Tschernow an der U18-Junioren-Weltmeisterschaft 2000 sowie der U20-Junioren-Weltmeisterschaft 2001 teil. Bei der U18-WM 2000 gewann er mit seiner Mannschaft die Silbermedaille.

## Erfolge und Auszeichnungen
- 2005 Belarussischer Meister mit dem HK Junost Minsk
- 2006 Belarussischer Meister mit dem HK Junost Minsk
- 2006 Topscorer der belarussischen Extraliga
- 2012 Gagarin-Pokal-Gewinn mit dem OHK Dynamo

### International
- 2000 Silbermedaille bei der U18-Junioren-Weltmeisterschaft

## KHL-Statistik
(Stand: Ende der Saison 2010/11)